# ダーク・ノヴィツキー
ダーク・ヴェルナー・ノヴィツキー（Dirk Werner Nowitzki, ドイツ語発音: [ˈdɪʁk noˈvɪtski],  audio; 1978年6月19日 - ）は、ドイツ・バイエルン州ヴュルツブルク出身の元プロバスケットボール選手。NBAのダラス・マーベリックス一筋で21年にわたり活躍し、史上最高のパワーフォワードの1人、あるいは最も偉大なヨーロッパ人選手の1人と見なされている。
身長213cmで、ポジションはセンター、パワーフォワード、スモールフォワードをこなせる。フットワークの軽さや、ゴール下での強さに加え正確な長距離シュート、ガードのような器用さを備えており、ポストアップからの片足フェイダウェイは芸術の域に達していた。欧州出身初のNBA最優秀選手賞受賞者である。また、2021年にはNBA75周年記念チームに選ばれた。
現在はマーベリックスのスペシャルアドバイザーを務めている。

## 生い立ち
1978年、ノヴィツキーは、ドイツ・ヴュルツブルクでハンドボールドイツ代表である父とドイツの女子バスケットボール選手である母の間に生まれた。少年時代はハンドボールとテニスに熱中したが、13歳の頃にバスケットボールに転向した。
15歳の時にはドイツのプロバスケットボールリーグの2部に所属するDJKヴュルツブルクの下部チームに参加し、この時ドイツの国際的なバスケ選手ホルガー・ゲシュワイザーの目に留まり、ノヴィツキーはゲシュワイザーから週2〜3回の特訓を受けるようになる。ゲシュワイザーの下でトレーニングを始めて2年目、ノヴィツキーはゲシュワイザーからある印象的な質問を受けた。「君は世界の最高峰に挑戦するか、それとも地元の英雄のままでいるか、今ここで決めなければならない。もし君が後者を選ぶなら、もはやそれを阻む者は誰も居ないので、我々のトレーニングは終わりだ。もし最高の舞台でプレイしたいのであれば、我々は毎日特訓をしなければならない」。ノヴィツキーは2日間考えた末に、前者を選び、ゲシュワイザーとの特訓は週2〜3回の割合から毎日となり、より激しさを増した。そして1994年の夏、16歳のノヴィツキーは正式にDJKヴュルツブルクの一員となった。

## DJKヴュルツブルク
DJKヴュルツブルクに加入した当時のノヴィツキーは、その優れたシュート力よりも恵まれた長身が評価され、センターとして起用された。しかし、最初のシーズンである1994-95シーズン、チームは12位中6位と期待外れの成績に終わり、またノヴィツキーもレベルの高さに中々適応できず、ベンチを温める時間が多く、また学校の成績が下降してしまい、バスケよりも勉強に精を出さなければならなかった。
1995-96シーズンには先発に昇格し、フィンランド人のスター選手、マルティ・クイスマとプレイすることで一気に才能を開花させ、平均得点を2桁に乗せた。DJKの試合に訪れたドイツ代表チームのコーチ、ダーク・バウアーマンはノヴィツキーのプレイを見て「ドイツではこの10年、あるいは15年で最高のバスケットボール選手」と賞賛した。チームはノヴィツキーの活躍で好調のシーズンを送ったが、BGルードヴィヒスブルクとの試合に敗れ、1部への昇格はならなかった。1996-97シーズンにはクイスマがチームを去ったため、ノヴィツキーはチームのエースに昇格、平均19.4得点を記録したが、チームを1部に昇格させることはできなかった。
1997-98シーズン、学校を卒業して19歳となったノヴィツキーはDJKでプレイしながら兵役にも就かなければならず、選手と軍の訓練を両立させることに苦労したが、ノヴィツキーは身長が211cmまで伸び、成績も平均28.2得点まで伸ばすと、ついにDJKを1部リーグに昇格させ、ドイツバスケット誌選出の年間最優秀選手に選ばれた。
ノヴィツキーの活躍はドイツ国外にも伝えられ、1996年にはスペインのFCバルセロナからオファーを受けており、その1年後、ナイキ主催の「フープ・ヒーローズ・ツアー」では当時のNBAの現役スーパースター、チャールズ・バークレーやスコッティ・ピッペンと対戦する機会を恵まれ、30分のエキシビションゲームでノヴィツキーはバークレーの上からダンクを決めた。これに驚いたバークレーは「この子は天才だ。もしNBAに来たいなら俺に電話してこい」と言ったという。
ノヴィツキーが世界的に注目を浴びたのは1998年3月に行われたナイキ・フープサミット（全米ジュニア選抜 vs 世界ジュニア選抜）である。ノヴィツキーはこの試合で33得点、14リバウンドを記録し、ラシャード・ルイスやアル・ハリントンらがいた全米選抜チームを破り彼の存在はNBAスカウト陣の注目の的となった。

## ダラス・マーベリックス

### キャリア初期

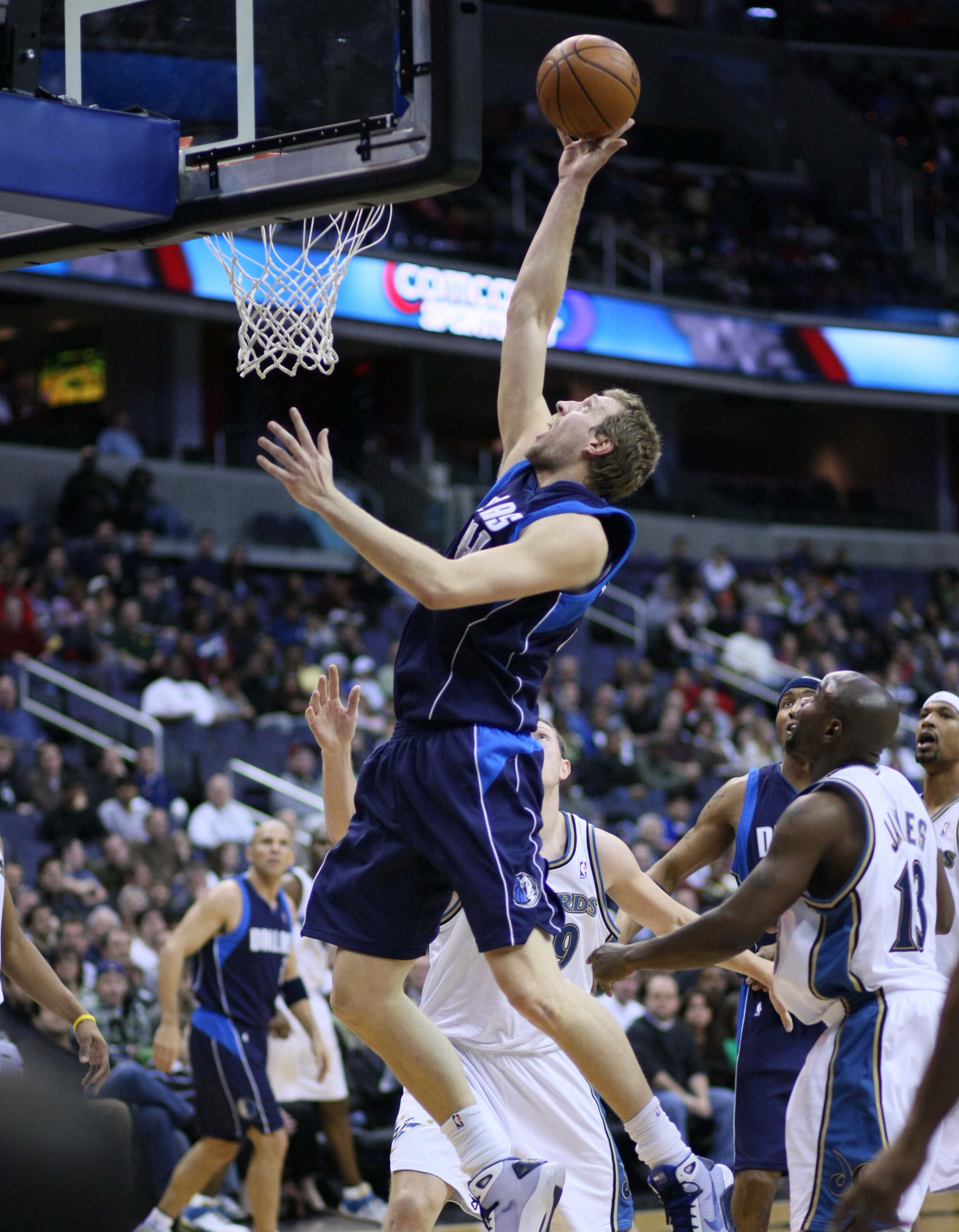
NBAでは一貫してマーベリックスでプレイしている

ノヴィツキーがNBA入りした年、NBAはロックアウトによるシーズン短縮という初めての事態を経験。ノヴィツキーが焦がれたルーキーシーズンは例年より4ヶ月近くも遅れて始まった。ノヴィツキーは先発パワーフォワードに抜擢されるも、まだ線の細かったノヴィツキーはNBAのフィジカルなプレイに馴染めず、平均20.4分の出場で8.2得点、3.4リバウンドの成績に終わった。特にディフェンスでは簡単に相手に押し負けてしまい、ファンからはディフェンスができない（Dがない）と揶揄する意味で"Irk Nowitzki"と呼ばれた。ノヴィツキーにとっては辛い時期で、後に振り返って「とても失望していて、ドイツに帰ろうとも思った。ドイツリーグからNBAへのジャンプは、開くかどうか分からないパラシュートを背負って飛行機から飛び出すようなものだった」と語っている。

### キューバンとビッグスリー
2年目の1999-00シーズン、ネルソンはノヴィツキーのパス技術をより活かすためにポイントフォワードに起用し、ノヴィツキーも徐々に本来の実力を発揮するようになった。最も重要な動きはコートの外で起こった。ノヴィツキーが加入した当時のマブスは弱小チームで、長年低迷していたが、この年にIT産業で財を成したマーク・キューバンがマブスを買収し、球団オーナーとなると、それまで貧乏球団だったマブスにキューバンの豊富な資金が流れるようになった。チームの将来に明るい兆しが見えたことでノヴィツキーも急成長を遂げ、このシーズンは17.5得点、6.5リバウンドと大きく数字を伸ばし、MIP投票では2位となった。またノヴィツキーの代表的な武器となるスリーポイントシュートの成功率、試投数、成功数を大幅に増やしてことでNBAオールスターウィークエンドではスリーポイント・シュートアウトの参加選手に選ばれ、ノヴィツキーはコンテスト史上最長身の選手となった。チームもエースのマイケル・フィンリーにノヴィツキー、セドリック・セバロスに率いられ、前年の19勝31敗から40勝42敗と勝率を伸ばしたが、プレーオフには届かなかった。
2000-01シーズンには21.8得点、9.2リバウンドと一流選手の数字を残し、オールNBA3rdチームに初選出される。またシーズン通算3P成功数151本101ブロックは、3P成功数100本・100ブロック以上を達成した選手として史上2人目だった。ノヴィツキーにフィンリー、そしてこのシーズンに大きく成長したスティーブ・ナッシュはビッグスリーと称され、彼らに率いられマブスは53勝29敗と大きく躍進し、11年ぶりのプレーオフ進出を果たした。初のプレーオフでは1回戦でジョン・ストックトン、カール・マローン擁するユタ・ジャズを破ると、カンファレンス準決勝では生涯のライバルとなるサンアントニオ・スパーズと対決する。スパーズはマブスと同じテキサス州に本拠地を置き、また、後にノヴィツキーとトップパワーフォワードの座を争うことになるティム・ダンカンが居るなど、両者がライバルとして見られるには十分な要素が揃っていた。ノヴィツキーはシリーズ中に風邪をこじらせてしまい、さらに試合中の接触で歯を折ってしまうなど散々な内容でチームも1勝4敗で敗退してしまうが、第4戦では42得点を記録してシリーズ唯一の勝利に貢献している。オフには大盤振る舞いのキューバンオーナーのもと、6年総額9000万ドルの大型契約を結んだ。これはドイツのスポーツ選手としてはミハエル・シューマッハに次ぐ第2位の収入だった。

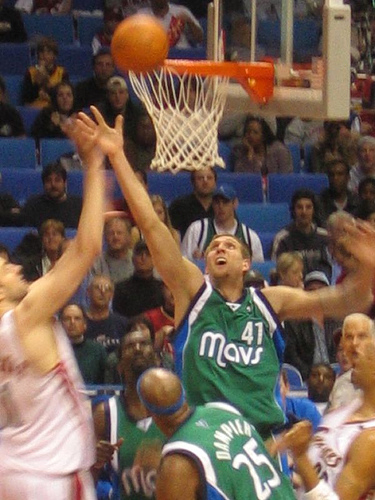
デビュー当時の「ソフト」というイメージを排し、ゴール下でも強さを発揮するノヴィツキー

2001-02シーズン、ノヴィツキーは23.4得点、9.9リバウンドの成績を残し、オールスターに初出場を果たし、オールNBAチームでは2ndチームに選ばれる。チームは新たにシックスマンとしてニック・ヴァン・エクセルを加え、57勝25敗まで勝率を伸ばし、プレーオフ1回戦ではケビン・ガーネットのミネソタ・ティンバーウルブズをスイープ。ノヴィツキーは同じポジションのスーパースターであるガーネットに対し、シリーズ平均33.3得点（ガーネットは24.0得点）と圧倒して見せた。デビジョン準決勝ではクリス・ウェバー擁するサクラメント・キングスと対決。キングスのリック・アデルマンHCはノヴィツキーに対し、ウェバーではなくトルコ人フォワードのヒド・ターコルーをマッチアップさせた。ターコルーはノヴィツキーよりも低いが機動力ではノヴィツキーに勝っており、またもし高さのミスマッチを突かれても、ウェバーにダブルチームさせた。ノヴィツキーはこのキングスのディフェンスに苦しみ、シリーズ中は本来の力を発揮できず、チームも1勝4敗で敗退した。シーズン終了後にガゼッタ・デロ・スポルト紙からヨーロッパのバスケットボール年間最優秀選手に選ばれている。
2002-03シーズンにはレイフ・ラフレンツを獲得し、マブスのロスターは益々の充実振りを見せ、開幕11連勝と快調な滑り出しを見せる。ノヴィツキーも25.1得点、9.9リバウンドとさらに数字を伸ばし、シーズン通算2000得点を突破した初のヨーロッパ出身選手となった（白人選手としても1991-92シーズンのクリス・マリン以来）。マブスはフランチャイズ記録となる60勝20敗を記録し、プレーオフ1回戦ではポートランド・トレイルブレイザーズと対戦。マブスはこのシリーズで下位シードのブレイザーズに対し思わぬ苦戦を強いられるも、第7戦終盤にはノヴィツキーのクラッチシュートが決まり、ブレイザーズを4勝3敗で降した。カンファレンス準決勝では2年連続でキングスと対戦、再び第7戦までもつれたが、この試合でノヴィツキーは30得点、19リバウンドの大活躍を見せ、キングスを降してカンファレンス決勝進出を決めた。この日のノヴィツキーの活躍をESPNは"Big D"と賞賛した。カンファレンス決勝ではスパーズとの対戦が待っていた。第1戦ではノヴィツキーが38得点を記録してスパーズを降すも、第2戦以降は連敗。さらに第3戦にマヌ・ジノビリとの衝突でノヴィツキーは怪我をしてしまい、以後全試合の欠場を強いられてしまう。チームのエースを失ったマブスはその後一矢報いるも2勝4敗で敗れた。ノヴィツキーにとっては全力を出し切らないままでの悔しい敗退であり、その後に受賞した2年連続のヨーロッパバスケットボール年間最優秀選手も、NBAのゼネラルマネージャー選出によるヨーロッパ最優秀選手も、ノヴィツキーの慰めにならなかった。
2003-04シーズン前にマブスは更なる補強をし、アントワン・ジェイミソンとアントワン・ウォーカーを獲得。このロスターの変更でノヴィツキーはパワーフォワードからセンターに回る必要に迫られたため、ノヴィツキーはオフに10kg近くの増量に励んだが、これが仇となり、このシーズンは21.8得点、8.7リバウンドとここまで毎年数字を伸ばしてきたノヴィツキーの成績が初めて落ちた。大胆な補強をしたにもかかわらず、マブスもノヴィツキーの成績に倣うように52勝30敗と成績を落とし、プレーオフでは3年連続の対決となるキングスの前に1回戦敗退となった。

### フランチャイズプレイヤーとして
キューバンがオーナーに就任して5年、大胆な補強を重ね、一定の成果を収めてきたマブスだったが、優勝に手が届くほどではなかった。そして6年目の2004-05シーズンを迎えるにあたって、マブスは大きな変革の時を迎えた。ドン・ネルソンはオフにヘッドコーチを辞任し、新たに若いエイブリー・ジョンソンがヘッドコーチに就任。ジョンソン新HCはネルソンとは正反対のコーチで、ネルソンはラン&ガンを得意とするオフェンス重視のヘッドコーチだったが、ジョンソンはディフェンスを重視した。さらにスティーブ・ナッシュがFAとなったが、ここまでお金に糸目を付けなかったキューバンが珍しくナッシュとの長期高額契約を渋り、ナッシュは古巣のフェニックス・サンズに移籍。かわりにポイントガードのジェイソン・テリーとデビン・ハリス、シューティングガードで元オールスターのジェリー・スタックハウス、手薄だったインサイドにはセンターのエリック・ダンピアーを迎えた。親友のナッシュが移籍したことに、ノヴィツキーは酷く落胆した。
新たな陣容で迎えた新シーズン、ノヴィツキーは26.1得点、9.7リバウンドの成績を残し、12月2日のヒューストン・ロケッツ戦ではキャリアハイの53得点を記録、初のオールNBA1stチームにも選出された。1stチーム入りはアメリカの高校、もしくは大学に通わなかった選手としては初の快挙である。チームも新戦力選手の活躍や2年目のジョシュ・ハワードの成長もあり、58勝24敗と成績を回復し、ノヴィツキーはMVP投票で3位に入った。しかしノヴィツキーはプレーオフで失態を演じる。1回戦ではトレイシー・マグレディと姚明擁するヒューストン・ロケッツと対戦したが、ノヴィツキーはライアン・ボウエンというほとんど無名の選手とのマッチアップに苦しみ、シュートスランプに陥った。エースの不振に、しかしシリーズは総合力で上回るマブスがロケッツを4勝3敗で辛うじて退けた。カンファレンス準決勝ではナッシュが移籍したフェニックス・サンズと対決。ナッシュの移籍はサンズを劇的に変化させ、このシーズンはマブスを上回る62勝あげ、ナッシュはMVPを獲得していた。サンズとのシリーズでもノヴィツキーのシュートタッチは完全には回復せず、マブスは2勝4敗で敗退。ナッシュの移籍でチームリーダーになることが求められたノヴィツキーだったが、プレーオフ中にはメディアの前でチームメイトを批判する場面も見られ、精神面の脆さが垣間見られたシーズンとなった。
2005-06シーズンを迎える前に、マブスは長年チームに尽くしてきたマイケル・フィンリーを放出。これでビッグスリーは完全に解体され、マブスはノヴィツキーのチームとなった。前年のプレーオフでの失態で選手として、またリーダーとして一回り成長したノヴィツキーは、このシーズンにプレイの質を向上させ、3P成功率は初の40%超えとなる40.6%、FT成功率は90.1%を記録し、26.6得点、9.0リバウンドの成績を残した。オールスターのスリーポイント・シュートアウトでは優勝を果たし、歴代最長身の優勝者となっている。マブスは60勝22敗を記録すると、プレーオフ1回戦ではパウ・ガソルのメンフィス・グリズリーズを全勝で破り、カンファレンス準決勝で因縁のスパーズと対戦。ライバル同士の対決は近年最高のシリーズと呼ばれるほどに白熱したものとなり、ノヴィツキーとダンカンのエース同士の対決も大いに盛り上がった。そして迎えた第7戦、試合終盤でマブスは3点ビハインドと絶体絶命に陥っていた。しかしノヴィツキーは巨体を躍らせながらゴール下に切り込むと執念のダンクを決め、さらにマヌ・ジノビリからファウルを引き出し、ボーナススローも決めた。土壇場で追い付いたマブスは、オーバータイムを制してついに悲願の打倒スパーズを果たし、故障者が続出しながらもカンファレンス決勝まで進出してきたサンズを降して、ついに未踏のNBAファイナルに進出した。ファイナルではシャキール・オニールとドウェイン・ウェイド擁するマイアミ・ヒートと対決。これまでの充実振りから優勝はマブスと見られていたが、ここに来てノヴィツキーが不調に陥る。第1戦、第2戦は連勝するも、第3戦はウェイドの42得点にやられ、さらに第4戦のノヴィツキーはFG2/14と極端なシュートスランプに陥り、その後もシュートタッチに苦しんだ。結局マブスは終始ウェイドにやられてしまい、2勝4敗で敗戦。ノヴィツキーはこのシリーズで22.8得点、10.8リバウンドを記録したが、ファイナル敗退の戦犯として非難を受けた。
05-06シーズンは悔しい幕切れとなったが、2006-07シーズンはノヴィツキー、マブスともに絶好調だった。ノヴィツキーは24.6得点、8.9リバウンド、3P成功率41.6%、FT成功率90.4%を記録し、マブスは球団新記録となる17連勝を含む67勝15敗、リーグ1位の勝率を残して他を寄せ付けない強さを見せた。プレーオフに入る前、マブスは優勝候補筆頭に挙げられ、チームの快進撃の中心に居たノヴィツキーはMVPを獲得するだろうと言われた。プレイオフ1回戦の相手はレギュラーシーズン最終戦で13年ぶりのプレイオフ進出を決めたゴールデンステート・ウォリアーズ。かつてのマブスのヘッドコーチだったドン・ネルソン率いる第8シードのチームに、NBA史上6位の勝率を挙げたチームは大苦戦し、ついには2勝4敗で史上稀に見るアップセットを演じられる羽目となった。ノヴィツキーは自身よりも一回り小さいスティーブン・ジャクソンの好ディフェンスにこのシリーズ19.7得点と抑え込まれ、初戦敗退の原因と再び非難を受けた。失意のうちにシーズンを終えた日から約2週間後、ノヴィツキーのシーズンMVP受賞が発表された。
67勝を挙げても優勝できなかったマブスは、旬を過ぎつつあった。2007-08シーズン途中にはかつてのトップポイントガードであるジェイソン・キッドを獲得するが、成績は伸び悩み、前年を大きく下回る51勝31敗の成績に終わり、プレーオフではクリス・ポール擁する新興チームのニューオーリンズ・ホーネッツの前に完敗した。23.6得点、8.6リバウンドと自らも成績を落としたノヴィツキーのこのシーズン唯一のハイライトは、2月6日のミルウォーキー・バックス戦で達成したキャリア初のトリプル・ダブル（29得点、10リバウンド、12アシスト）だった。また3月8日に34得点を記録したことで、ローランド・ブラックマンの持つ通算得点のチーム歴代最多記録（16643得点）を更新した。
2008-09シーズンにマブスはエイブリー・ジョンソンを解任し、リック・カーライルを新ヘッドコーチに抜擢。ノヴィツキーは25.9得点、7.3リバウンドを記録するが、チームは50勝32敗とさらに成績を落とした。プレーオフ1回戦ではやはり弱体化したスパーズを4勝1敗で破るが、カンファレンス準決勝でデンバー・ナゲッツに敗れる。
2009-10シーズンにはやや盛り返し、55勝を記録してレギュラーシーズンを2位で終える。ノヴィツキー自身も平均25.0得点と数字を上げた。しかしプレーオフ1回戦で7位シードのスパーズに2勝4敗で敗れた。

### 悲願の初優勝
2010-11シーズンはさらにチームは成績を向上させ、シーズン57勝をマーク（ノヴィツキー自身は平均23.0得点）。しかし、上位にはスパーズとレイカーズが居たことで、3位シードでプレーオフに進む。プレーオフ1回戦ではポートランド・トレイルブレイザーズを4勝2敗で撃破。カンファレンス・セミファイナルでは2連覇中のレイカーズを4勝0敗のスイープで下すアップセットを成し遂げた。カンファレンス・ファイナルでは若さにあふれるオクラホマシティ・サンダーを4勝1敗で破り、2005-06シーズン以来の5年ぶりのNBAファイナル進出を果たした。その対戦相手は、5年前と同じマイアミ・ヒートとなった。シリーズが始まり、まずはアウェー2連戦を1勝1敗で乗り切るも、ホーム3連戦の初戦を落とし、1勝2敗と不利な状況を作る。しかしそこから2連勝し、王手を掛けて再びアウェーに乗り込んだ。そして第6戦に勝利し、チームは悲願の初優勝を遂げた。ファイナルで平均26.0得点、9.7リバウンド、フリースローは46本中45本成功と活躍したノビツキーはファイナルMVPを初受賞した。左手の怪我、高熱（第4戦）、シュートタッチの不調（第6戦）と苦しみながらも、栄冠にたどり着いた。

### マブスの象徴へ
2016年7月22日、2年総額5000万ドルでマーベリックスと契約延長に合意した。
2017年3月7日のロサンゼルス・レイカーズ戦で、史上6人目の30000得点・10000リバウンド、アメリカ国外出身の選手としては史上初の通算30000得点を達成した。最終的に2016-17シーズンは、ルーキーシーズン以来の低さとなる平均14.2得点に終わり、チームも1999-2000シーズン以来の負け越しと2012-13シーズン以来のプレーオフ不出場に終わったが、ノヴィツキーは2017-18シーズンも現役を続行することを表明した。2018年2月28日に行われたオクラホマシティ・サンダー戦で通算31000得点に到達した。4日後の3月4日に行われたニューオーリンズ・ペリカンズ戦でFG成功数をNBA歴代8位にまで伸ばした。

### 現役引退へ
2018-19シーズン限りで引退を表明。2021年11月18日にマーベリックスはノヴィツキーの背番号『41』を永久欠番に認定することを発表。2022年1月5日に永久欠番授与式を執り行うと発表した。

## ドイツ代表
21歳の時、1999年ユーロバスケットでドイツA代表デビュー。この時既にドイツ代表チームNo.1のスコアラーであった。この大会でドイツは7位に終わり、2000年のシドニーオリンピック出場は叶わなかった。
2001年ユーロバスケットでは、大会の得点王(1試合平均28.7点)獲得と大会ベスト5に選ばれる大活躍でドイツ代表を2002年世界選手権出場へと導く。
2002年世界選手権でも、大会得点王（1試合平均24.0点）と大会MVPを獲得する活躍を見せ、チームを銅メダルへと導いた。
2006年8月から9月にかけて開催されたバスケットボール世界選手権日本大会ではドイツ代表として出場。大黒柱としてチームを牽引した。ドイツは初戦で開催国である日本代表と対戦し、ノヴィツキーは中心選手として日本メディアからスポットライトを浴びた。グループBのドイツは2位でグループラウンドを通過（1位はパウ・ガソルが率いるスペイン）。ファイナルラウンド初戦ベスト8決定戦ではナイジェリア代表を破って準々決勝に進出したが、アメリカ代表に20点差の完敗を喫してしまった。その後ドイツは5-8位決定戦に進出。フランス代表戦では29得点を記録する活躍をしたがチームは1点差で敗戦し、さらにリトアニア代表相手にも敗戦、ドイツは8位で大会を終えた。ノヴィツキーは全9試合に出場し、平均23.2得点は姚明に次ぐ第2位だった。またトータルリバウンド（総合個数）では第1位を記録した（平均リバウンドでは第4位）。
2008年北京オリンピックにもドイツ代表として出場。開会式においてドイツ選手団の旗手も務めた。チームは中国代表に破れ決勝トーナメント（ベスト8）進出は叶わず予選グループ敗退となってしまった。以降代表からは離れていたが、2015年にリオデジャネイロオリンピック出場権を懸けたFIBAヨーロッパ選手権でドイツ代表に復帰し、最後のオリンピック出場を目指したものの、グループリーグ敗退に終わり、代表からの引退を表明。NBAに専念する発言をしている。

## プレースタイル

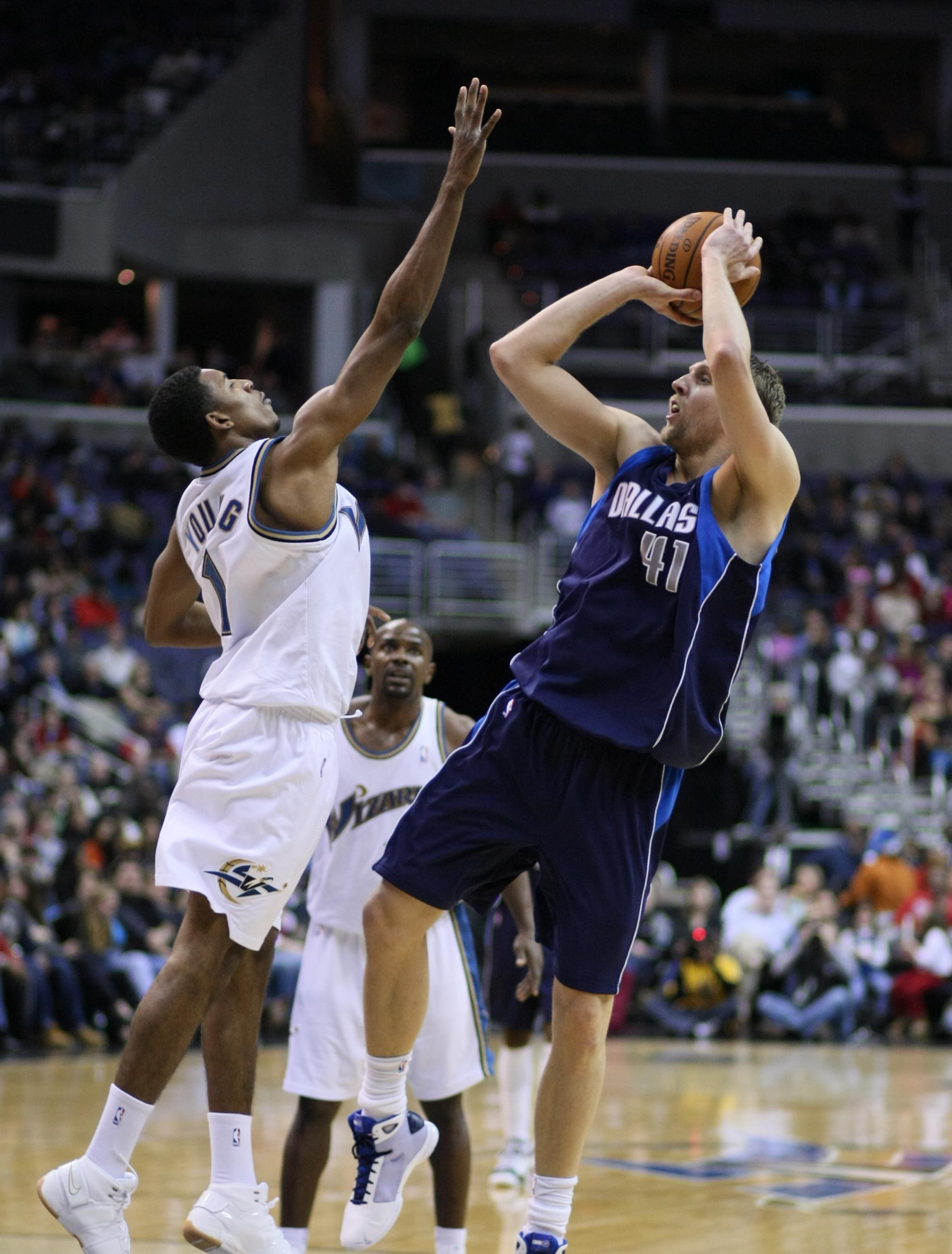
フェイダウェイを打つノヴィツキー。足を揃えずに打つ独特のフォームである

長身ながらフリースローが上手く、ロングシュートも放てるという、ヨーロッパ出身選手の典型にして最も完成されたプレイヤーである。3Pシュートや、ミドルレンジからのターンアラウンドシュートは抜群の決定力を誇り、特に7フッターでありながらガード並みの頻度で放ってくるスリーポイントシュートは、それまでのNBAの常識を覆すものであり、対戦するチームを大いに混乱させた。また1on1からのフェイダウェイシュートは、ある種基本とはかけ離れた通常では考えられないほどオフバランスな状態からでも、美しいアーチを描いて高確率で沈める事ができる。
 
身体能力が特別高いわけではないものの、213cmとは思えぬ器用さを持ち、ファウルで止めてもフリースローを高確率で決められるため、相手ディフェンダーにとっては最も厄介なプレイヤーといえる。NBA入りから数シーズンはフィジカルなアメリカのバスケットに馴染めず、「ソフト」と言われ続けた（特にディフェンス面では苦労した）が、近年ではローポストでも力強さを発揮するようになり、そのイメージを完全に払拭した。
 

## その他
- スティーブ・ナッシュとは、ナッシュのサンズ移籍後も親友関係を築いており、オフには一緒にサッカーや野球を観戦している。
- 趣味はサックスを吹く事で、休日やオフの時には良く吹いている。
- 2009年7月に結婚するはずだった女性が、同年5月にノヴィツキーの自宅で逮捕された。彼女は過去に複数の犯罪に絡んでおり、被害者には元NFL選手のトニー・バンクスもおり、2001年から指名手配を受けていた。ノヴィツキーにも結婚詐欺目的で近づいたという。ノヴィツキーと女性は過去数年にわたって同棲していた。ノヴィツキーは2008年のニューイヤーズ・イブに女性に15万ドルの婚約指輪を贈ってプロポーズしており、2人は婚約していた。女性が逮捕されて以降、ノヴィツキーは女性との関わりを完全に絶った。逮捕後に女性がノヴィツキーの子供を妊娠していたことが判明、関係者によってノヴィツキーは父親としての責任は果たす意向であるとされた。
- 一連の騒動の後、ノヴィツキーはサッカースウェーデン代表のマルティン・オルソンの姉ジェシカと結婚した[17]。
- 幼少の頃から背が非常に高く、同級生より30cm以上高かった。
- 姉のジルケ・ノヴィツキー（Silke Nowitzki）もバスケットボール選手としてDJKヴュルツブルクの女子部でプレーし、ドイツ代表にも選ばれている。

## 個人成績

### NBAレギュラーシーズン
| シーズン     | チーム       | GP    | GS    | MPG  | FG%  | 3P%  | FT%  | RPG | APG | SPG | BPG | TO  | PPG  |
| ------------ | ------------ | ----- | ----- | ---- | ---- | ---- | ---- | --- | --- | --- | --- | --- | ---- |
| 1998–99      | DAL          | 47    | 24    | 20.4 | .405 | .206 | .773 | 3.4 | 1.0 | .6  | .6  | 1.5 | 8.2  |
| 1999–00      | DAL          | 82    | 81    | 35.8 | .461 | .379 | .830 | 6.5 | 2.5 | .8  | .8  | 1.7 | 17.5 |
| 2000–01      | DAL          | 82    | 82    | 38.1 | .474 | .387 | .838 | 9.2 | 2.1 | 1.0 | 1.2 | 1.9 | 21.8 |
| 2001–02      | DAL          | 76    | 76    | 38.0 | .477 | .397 | .853 | 9.9 | 2.4 | 1.1 | 1.0 | 1.9 | 23.4 |
| 2002–03      | DAL          | 80    | 80    | 39.0 | .463 | .379 | .881 | 9.9 | 3.0 | 1.4 | 1.0 | 1.9 | 25.1 |
| 2003–04      | DAL          | 77    | 77    | 37.9 | .462 | .341 | .877 | 8.7 | 2.7 | 1.2 | 1.4 | 1.7 | 21.8 |
| 2004–05      | DAL          | 78    | 78    | 38.7 | .459 | .399 | .869 | 9.7 | 3.1 | 1.2 | 1.5 | 2.2 | 26.1 |
| 2005–06      | DAL          | 81    | 81    | 38.1 | .480 | .406 | .901 | 9.0 | 2.8 | .7  | 1.0 | 1.9 | 26.6 |
| 2006–07      | DAL          | 78    | 78    | 36.2 | .502 | .416 | .904 | 8.9 | 2.4 | .7  | .8  | 2.1 | 24.6 |
| 2007–08      | DAL          | 77    | 77    | 36.0 | .479 | .359 | .879 | 8.6 | 3.5 | .7  | .9  | 2.0 | 23.6 |
| 2008–09      | DAL          | 81    | 81    | 37.7 | .479 | .359 | .890 | 8.4 | 2.4 | .8  | .8  | 1.9 | 25.9 |
| 2009–10      | DAL          | 81    | 80    | 37.5 | .481 | .421 | .915 | 7.7 | 2.7 | .9  | 1.0 | 1.8 | 25.0 |
| 2010–11†     | DAL          | 73    | 73    | 34.7 | .517 | .393 | .892 | 7.0 | 2.6 | .5  | .6  | 1.8 | 23.0 |
| 2011–12      | DAL          | 62    | 62    | 33.5 | .457 | .368 | .896 | 6.8 | 2.2 | .7  | .5  | 1.8 | 21.6 |
| 2012–13      | DAL          | 53    | 47    | 31.3 | .471 | .414 | .860 | 6.8 | 2.5 | .7  | .7  | 1.3 | 17.3 |
| 2013–14      | DAL          | 80    | 80    | 32.9 | .497 | .398 | .899 | 6.2 | 2.7 | .9  | .6  | 1.4 | 21.7 |
| 2015–16      | DAL          | 75    | 75    | 31.5 | .448 | .368 | .893 | 6.5 | 1.8 | .7  | .7  | 1.1 | 18.3 |
| 2016–17      | DAL          | 54    | 54    | 26.4 | .437 | .378 | .875 | 6.5 | 1.5 | .6  | .7  | 0.9 | 14.2 |
| 2017–18      | DAL          | 77    | 77    | 24.7 | .456 | .409 | .898 | 5.7 | 1.6 | .6  | .6  | 0.7 | 12.0 |
| 2018–19      | DAL          | 51    | 20    | 15.6 | .359 | .312 | .780 | 3.1 | .7  | .2  | .4  | 0.4 | 7.3  |
| 通算         | 通算         | 1,522 | 1,460 | 33.8 | .471 | .380 | .879 | 7.5 | 2.4 | .8  | .8  | 1.6 | 20.7 |
| オールスター | オールスター | 14    | 2     | 16.2 | .450 | .290 | .875 | 3.7 | 1.1 | .7  | .4  | 1.0 | 8.7  |

### NBAプレーオフ
| シーズン | チーム | GP  | GS  | MPG  | FG%  | 3P%  | FT%  | RPG  | APG | SPG | BPG | TO   | PPG  |
| -------- | ------ | --- | --- | ---- | ---- | ---- | ---- | ---- | --- | --- | --- | ---- | ---- |
| 2000–01  | DAL    | 10  | 10  | 39.9 | .423 | .283 | .883 | 8.1  | 1.4 | 1.1 | .8  | 1.40 | 23.4 |
| 2001–02  | DAL    | 8   | 8   | 44.6 | .445 | .571 | .878 | 13.1 | 2.3 | 2.0 | .8  | 2.75 | 28.4 |
| 2002–03  | DAL    | 17  | 17  | 42.5 | .479 | .443 | .912 | 11.5 | 2.2 | 1.2 | .9  | 2.35 | 25.3 |
| 2003–04  | DAL    | 5   | 5   | 42.4 | .450 | .467 | .857 | 11.8 | 1.4 | 1.4 | 2.6 | 1.20 | 26.6 |
| 2004–05  | DAL    | 13  | 13  | 42.4 | .402 | .333 | .829 | 10.1 | 3.3 | 1.4 | 1.6 | 2.54 | 23.7 |
| 2005–06  | DAL    | 23  | 23  | 42.7 | .468 | .343 | .895 | 11.7 | 2.9 | 1.1 | .6  | 2.13 | 27.0 |
| 2006–07  | DAL    | 6   | 6   | 39.8 | .383 | .211 | .840 | 11.3 | 2.3 | 1.8 | 1.3 | 2.33 | 19.7 |
| 2007–08  | DAL    | 5   | 5   | 42.2 | .473 | .333 | .808 | 12.0 | 4.0 | .2  | 1.4 | 2.00 | 26.8 |
| 2008–09  | DAL    | 10  | 10  | 39.5 | .518 | .286 | .925 | 10.1 | 3.1 | .9  | .8  | 2.3  | 26.8 |
| 2009–10  | DAL    | 6   | 6   | 38.8 | .547 | .571 | .952 | 8.2  | 3.0 | .8  | .7  | 1.6  | 26.7 |
| 2010–11† | DAL    | 21  | 21  | 39.3 | .485 | .460 | .941 | 8.1  | 2.5 | .6  | .6  | 3.1  | 27.7 |
| 2011–12  | DAL    | 4   | 4   | 38.5 | .442 | .167 | .905 | 6.3  | 1.8 | .8  | .0  | 2.5  | 26.8 |
| 2013–14  | DAL    | 7   | 7   | 37.6 | .429 | .083 | .806 | 8.0  | 1.6 | .9  | .9  | 2.1  | 19.1 |
| 2014–15  | DAL    | 5   | 5   | 36.2 | .452 | .235 | .929 | 10.2 | 2.4 | .4  | .4  |      | 21.2 |
| 2016     | DAL    | 5   | 5   | 34.0 | .494 | .364 | .941 | 5.0  | 1.6 | .4  | .6  |      | 20.4 |
| 通算     | 通算   | 145 | 145 | 40.7 | .462 | .365 | .892 | 10.0 | 2.5 | 1.0 | .9  |      | 25.3 |

### NBAファイナル
| シーズン | チーム | GP | GS | MPG  | FG%  | 3P%  | FT%  | RPG  | APG | SPG | BPG | TO | PPG  |
| -------- | ------ | -- | -- | ---- | ---- | ---- | ---- | ---- | --- | --- | --- | -- | ---- |
| 2005–06  | DAL    | 6  | 6  | 43.7 | .390 | .250 | .891 | 10.8 | 2.5 | .7  | .7  |    | 22.8 |
| 2010–11† | DAL    | 6  | 6  | 40.3 | .416 | .368 | .978 | 9.7  | 2.0 | .7  | .7  |    | 26.0 |
| 通算     | 通算   | 12 | 12 | 42.0 | .404 | .310 | .931 | 10.3 | 2.3 | .7  | .7  |    | 24.4 |

## 受賞・タイトル
NBA
- NBAチャンピオン ::2011
- MVP：2007
- NBAファイナルMVP：2011
- 13*NBAオールスターゲーム出場：2002-2012、2014、2015
- NBAスリーポイント・シュートアウト優勝：2006
- NBAシューティングスターコンペティション優勝：2010
- オールNBAチーム選出
  - 4×1stチーム：2005-2007、2009
  - 5×2ndチーム：2002-2003、2008、2010-2011
  - 3×3rdチーム：2001、2004、2012